# Abteilung (Militär)
Abteilung bezeichnet im Militär grundsätzlich einen Truppenteil auf Ebene Verband, was der Größenordnung eines Bataillons entspricht.

## Römisches Reich
Im Römischen Reich wurden, abweichend von der grundsätzlichen Bedeutung, Militärgruppen als Abteilung bezeichnet, beispielsweise die etwa 10 Soldaten umfassende Decurie.

## Deutschland bis 1945
In Deutschland war bis 1945 eine Abteilung bei der Kavallerie, den Panzertruppen, der Panzerabwehr, der Artillerie und der Nachrichtentruppe die Bezeichnung für ein Bataillons-Äquivalent.
Diese Verbände waren entweder in Divisionen eingebunden oder waren unabhängige Heerestruppenteile.

## Bundeswehr
In der Bundeswehr wird der Begriff Abteilung uneinheitlich verwendet. Nach Vorschriftenlage mit Stand 2021 bezeichnet Abteilung im Heer einen Truppenteil auf Verbandsebene (Bataillons-Äquivalent). In der Marine kann der Begriff für Truppenteile auf den Strukturebenen der Division, der Brigade und des Regiments, im Zentralen Sanitätsdienst für Teileinheiten und im Organisationsbereich Cyber- und Informationsraum für die Divisionsebene verwendet werden. Zudem dient der Begriff Abteilung für die Bezeichnung von Strukturelementen in Stäben und (höheren) Kommandobehörden.
In der Frühphase der Bundeswehr wurden Bataillone der Fernmeldetruppe, wie bei der Wehrmacht, als Fernmeldeabteilungen bezeichnet. Beim Heer wurden sie später zu Fernmeldesektoren umbenannt. Die 1. und 2. Marinefernmeldeabteilung in Flensburg bzw. Cuxhaven wurden zu Marinefernmeldeabschnitten. Gebräuchlich war sie außerdem bei der Heeresflugabwehrtruppe (Panzerflugabwehrkanonenabteilung) und bei der Heeresfliegertruppe (Fliegende Abteilung und Luftfahrzeugtechnische Abteilung unterhalb eines Regiments). Im Kosovo bestand eine gemischte Heeresfliegerabteilung in Toplicane. Im Einsatzführungsdienst der Luftwaffe gab es Radarführungsabteilungen. Diese wurden entweder aufgelöst oder zu Einsatzführungsbereiche 1, 2 und 3 auf Regimentsebene umbenannt, wovon heute noch die beiden letzteren aktiv sind. In der Marine gab es in den Anfangsjahren der Bundeswehr die 1. bis 5. Schiffsstammabteilung.

## NVA
Bei der NVA der DDR gab es militärische Abteilungen im Bereich der Waffengattungen, Spezialtruppen und Dienste. Auch hier war die Abteilung eine dem Bataillon vergleichbarer Verband.
Die Fla-Raketenbrigaden bzw. Fla-Raketenregimenter der Luftverteidigung und die Fla-Raketenregimenter der Truppenluftabwehr der NVA waren grundsätzlich in Abteilungen, als kleinste selbständige taktische Feuereinheiten, gegliedert.
In den Stäben ab Division aufwärts war die Abteilung eine militärisch Verwaltungseinheit, die in der Regel von einem Berufssoldaten der  Dienstgradgruppe der Stabsoffiziere im Range Oberstleutnant oder Oberst bzw. Fregattenkapitän oder Kapitän zur See geführt wurde.
Zudem gab es im ministeriellen Bereich auch Hauptverwaltungen wie beispielsweise die Politische Hauptverwaltung im MfNV.

## Schweiz
Die Abteilung entspricht einem Bataillon (gleiche Stufe). Bei der Artillerie und Fliegerabwehr wird ein Bataillon Abteilung genannt. Geführt wird sie von einem Abteilungskommandanten im Grad eines Oberstleutnants.
Eine Artillerieabteilung besteht aus:
- 1 Feuerleitbatterie
- 1 Logistikbatterie
- 4 Artillerie-Batterien (alt Geschützbatterien zu je 6 Geschützen)